# Opera Center
Opera Center este un proiect de birouri din București.

## Istoric
A fost dezvoltat de compania Portland Trust și cumpărat ulterior de fondul austriac de investiții CA Immo.
Clădirea Opera Center I are o suprafață de 11.480 mp și a fost achiziționată în 2003, în timp ce Opera Center II are 3.300 mp și a fost cumpărată în anul 2004.

## Relevanță
În anul 2003, proiectul Opera Center era considerat unul dintre cele mai importante centre de afaceri din București și calificat ca fiind una din cele mai bune realizări arhitectonice de pe piață.